# Grosbreuil
Grosbreuil – miejscowość i gmina we Francji, w regionie Kraj Loary, w departamencie Wandea.
Według danych na rok 1990 gminę zamieszkiwało 1 091 osób, a gęstość zaludnienia wynosiła 30 osób/km² (wśród 1504 gmin Kraju Loary Grosbreuil plasuje się na 537. miejscu pod względem liczby ludności, natomiast pod względem powierzchni na miejscu 176.).